# Torneo delle Regioni
Il Torneo delle Regioni è una competizione organizzata dalla Lega Nazionale Dilettanti e riservata a rappresentative giovanili regionali di calcio e calcio a 5. La competizione prevede 4 categorie — juniores, allievi, giovanissimi e femminile — per ciascuna delle due discipline.

## Storia
La competizione venne ideata sul finire degli anni Cinquanta. La prima edizione, disputata dal 22 al 31 gennaio 1959 (cui potevano partecipare i calciatori dilettanti nati dal 01.01.1933 in poi), fu intitolata a Giuseppe Zanetti e riunì a Roma diciotto rappresentative del campionato di Promozione, al tempo il massimo torneo dilettantistico; la finale, disputatasi allo stadio Flaminio, vide la vittoria del Lazio. Il torneo sarebbe servito per visionare giocatori selezionabili per le olimpiadi di Roma 1960 (in realtà poi sono stati selezionati giovani giocatori di Serie A come Gianni Rivera e Giovanni Trapattoni classificati come "studenti"). 
(Il Piccolo del 25 gennaio 1959)
Altre edizioni sono state intitolate a Ottorino Barassi, primo presidente della Lega Nazionale Dilettanti, ad Artemio Franchi, storico presidente della Federazione Italiana Giuoco Calcio, e ad Antonio Sbardella.
Nel corso dei decenni, il torneo ha cambiato più volte formula e si è strutturato su diverse categorie: dal 1965 è stata aggiunta la categoria allievi, dal 1990 la categoria femminile e dal 1994 la categoria giovanissimi. Inoltre, a partire dal 1985 la competizione si è aperta al calcio a 5. Anche il limite d'età è stato progressivamente abbassato passando dai 23 anni delle prime edizioni all'attuale limite di 18 anni per la categoria juniores, la principale del torneo.
In quattro occasioni — nel 1969 (venne svolto il solo torneo allievi), 1974 (a causa della austerity), nel 2020 e nel 2021 (a causa della pandemia del coronavirus) — la competizione non si è svolta mentre la 46ª edizione si è svolta con una formula biennale per conformità alla Coppa delle Regioni UEFA; successivamente il torneo è ritornato ad essere annuale ed è stato istituito uno spareggio, tra le vincenti nel biennio, per stabilire la rappresentativa che parteciperà alla competizione europea.

## Albo d'oro
Di seguito l'albo d'oro del torneo, suddiviso per categoria e aggiornato al Torneo delle Regioni 2025:
| Regione               | Totale | Calcio   | Calcio  | Calcio       | Calcio    | Calcio a 5 | Calcio a 5 | Calcio a 5   | Calcio a 5 |
| Regione               | Totale | Juniores | Allievi | Giovanissimi | Femminile | Juniores   | Allievi    | Giovanissimi | Femminile  |
| --------------------- | ------ | -------- | ------- | ------------ | --------- | ---------- | ---------- | ------------ | ---------- |
| Veneto                | 43     | 8        | 11      | 5            | 7         | 5          | 1          | 2            | 4          |
| Lazio                 | 38     | 8        | 6       | 3            | 2         | 9          | 6          | 2            | 2          |
| Lombardia             | 31     | 5        | 8       | 3            | 12        | 3          | -          | -            | -          |
| Toscana               | 21     | 12       | 3       | 1            | 3         | 2          | -          | -            | -          |
| Sicilia               | 20     | 2        | 6       | 1            | 1         | 8          | -          | 2            | -          |
| Piemonte              | 18     | 6        | 3       | 2            | 2         | 1          | 2          | 1            | 1          |
| Abruzzo               | 15     | 5        | 4       | 1            | -         | 1          | -          | -            | 4          |
| Campania              | 12     | 3        | 4       | 2            | -         | 2          | 1          | -            | -          |
| Puglia                | 11     | 2        | 3       | 2            | 1         |            | -          | -            | 2          |
| Friuli-Venezia Giulia | 8      | 5        | -       | 3            | -         | -          | -          | -            | -          |
| Emilia-Romagna        | 6      | 1        | 2       | -            | 1         | -          | -          | 3            | -          |
| Umbria                | 5      | 2        | 1       | -            | -         | -          | -          | -            | 2          |
| Marche                | 5      | 1        | -       | -            | 1         | 1          | -          | -            | 1          |
| Sardegna              | 5      | -        | 3       | 1            | 1         | -          | -          | -            | -          |
| Calabria              | 4      | 1        | -       | 1            | -         | 2          | -          | -            | -          |
| Liguria               | 2      | 1        | 1       | -            | -         | -          | -          | -            | -          |